# Hinterholz 8
Hinterholz 8 ist eine österreichische Filmkomödie von Harald Sicheritz mit Roland Düringer in der Hauptrolle, basierend auf dem Kabarett-Programm Hinterholzacht von Roland Düringer.
In Österreich ist der mit vielen österreichischen Stars besetzte Film noch heute mit Abstand der meistbesuchte einheimische Film seit Beginn der Erfassung 1982. 1999 wurde er mit der Romy ausgezeichnet. Standarddeutsche Untertitel sind verfügbar. Der Film wird vom Filmladen verliehen und vertrieben und ist als Bestandteil der Edition „Der österreichische Film“ auch auf DVD und Blu-Ray erschienen.

## Handlung
Herbert Krcal ist ein junger aufstrebender Mitarbeiter des Wiener Cateringservice Feinspitz, der u. a. Lieferverträge mit dem österreichischen Parlament hat. Er interessiert sich für den Kauf eines Fertigteilhauses. Als er dies mit seinen Arbeitskollegen Meier und Forstinger bespricht, raten ihm diese vom Kauf eines aus ihrer Sicht minderwertigen Fertigteilhauses ab. Man schlägt ihm vor, ein altes Haus zu kaufen und dieses zu sanieren.
Bei einem Spaziergang im Wienerwald entdeckt Familie Krcal im Wald ein altes Bauernhaus, das schon dem Verfall nahe ist – es trägt die Adresse Hinterholz 8. Krcal holt seine Arbeitskollegen herbei, mit denen das Haus besichtigt wird. Dank überschätzter Empfehlungen von einem Kollegen in Bierlaune („in zwei Monaten zieh ich da ein“) beschließt er, das Haus zu kaufen.
Nahebei liegt ein Ort, dessen Bewohner sehr hinterwäldlerisch bis beschränkt wirken. Dort erfährt Krcal, dass das Haus dem Bürgermeister Kandler gehört. Dieser hat schon längst mitbekommen, dass der Wiener sich für sein Haus im Wald interessiert. Kandler ist wegen des Hauses angeblich schon wochenlang mit seinem Assistenten Mündel in Verhandlung. Krcal bietet ihm für die Ruine samt Grundstück letztendlich 400.000 Schilling (rund 30.000 Euro) und Herr Kandler willigt ein. In Wahrheit war Mündel jedoch nur ein vorgetäuschter Käufer, um den Preis in die Höhe zu treiben.
Als Familie Krcal am selben Abend wieder in ihrer 72-Quadratmeter-Mietwohnung am Wiener Lerchenfelder Gürtel ankommt und es wie immer keinen Parkplatz in der Nähe der Wohnung gibt, fühlt sich Herbert Krcal in seinem Kauf nur noch bestärkt.
Bei seiner Hausbank wird eine Finanzierung für das Haus unterschrieben und Familie Krcal kann sich ans Werk machen – leider alleine, da die versprochene Hilfe der Arbeitskollegen ausbleibt. Auch ist Herbert Krcal nicht gerade ein heimwerkerisches Talent. Unter anderem muss er feststellen, dass die feuchten Wände unter Strom stehen, wogegen er mit einer wasserfesten und stromisolierenden Tapete Abhilfe schaffen möchte.
Als Familie Krcal aus ihrer Wiener Wohnung ausziehen muss, da diese bereits an die benachbarte Ärztin zur Vergrößerung ihrer Arztpraxis weitergegeben wurde, wächst der Druck auf Krcal, das Haus zeitnah fertigzustellen. In der Zwischenzeit bekommen sie aber Quartier im Schrebergartenhaus der Schwiegereltern.
Endlich kommt Hilfe von den Freunden, die einen bosnischen Schwarzarbeiter mitbringen. Bei der Kontrolle des Daches und des Dachstuhls stürzt einer der Schornsteine ein und verwüstet das halbe Haus. Nun rückt der Einzug in weite Ferne. Auf Anraten seines Schwagers Willi bleibt Krcal nichts anderes übrig, als nun doch einen Baumeister mit der Instandsetzung des Hauses zu beauftragen, was ihn in noch größere Kosten stürzt.
Inzwischen wächst der Druck der Dorfgemeinschaft auf Bürgermeister Kandler. Einige sind überzeugt, er hätte das Haus nie verkaufen dürfen. Kandler verbietet Krcal mehrmals, einen Keller zu graben.
Margit bewirbt sich in einem Drogeriemarkt im Fach Pediküre als Kosmetikerin, wo sie als Kundschaft den vornehmtuenden Workman, den sie zuvor im Baumarkt an der Bühne mit dem Bodenschleifer gesehen hat, bedienen muss. Stefan (Workman) macht Margit den Vorschlag, sie zum Abendessen auszuführen, was sie jedoch ablehnt.
Mittlerweile steuert die Ehe der Krcals auf eine Krise zu. Herbert verändert sich unter dem Stress, dem er durch den Hausbau, in seiner Firma und durch die Bank ausgesetzt ist, zunehmend. Noch dazu muss er die ständigen Frotzeleien seines Schwagers Willi ertragen. Um Kosten zu sparen, lässt er viele Tätigkeiten des Bauunternehmers ohne Rechnung erledigen. Seinen Bauschutt entsorgt er illegal im Wald, um weitere Kosten zu umgehen. Als Margit den Autoschlüssel im Auto eingeschlossen hat, „öffnet“ Herbert dieses mit einer Schaufel und dem Satz: Made in Japan, destroyed in Sulz im Wienerwald. Er wird dabei jedoch durch den vom Lärm aufmerksam gewordenen Förster ertappt und muss eine saftige Strafe zahlen. Mittlerweile steht ihm das Wasser bis zum Hals. An seinem Geburtstag wird auch noch sein Auto von der Leasingfirma eingezogen (entgegen der Ansicht von Herbert sind die Schäden am Fahrzeug nicht versichert, sondern er muss für diese aufkommen, weil mutwillige Beschädigung vorliegt) und seine Frau eröffnet ihm, dass sie sich scheiden lässt. Das Ständchen zu seinem Geburtstag von seinen beiden Kollegen ist wieder mal typisch für deren niedriges Niveau.
Nervlich am Ende, bekommt Krcal von Meier und Forstinger den alten Firmenlieferwagen und einen alten Wohnwagen als vorübergehendes Quartier. Bei der Übergabe bricht er mit den zwei falschen Freunden, die ihn zum Narren halten, und jagt sie davon.
Heiligabend verbringt Herbert Krcal alleine in seinem Wohnwagen. Doch seine Frau bringt es nicht übers Herz und fährt mit ihrem gemeinsamen Sohn, einem begeisterten Raumschiff-Enterprise-Fan, zu ihm. Beide bleiben über Nacht und Philipp darf sogar einige Tage bei seinem Vater bleiben. Am nächsten Tag machen sich beide in dem mittlerweile halb ausgehobenen Keller ans Werk. Krcal hat sich bei der Bezirkshauptmannschaft erkundigt – es darf ein Keller gegraben werden. Vor der Arbeit schlägt er sich eine Kopfschmerztablette in sein Bier hinein. Plötzlich stoßen sie auf Gebeine und glauben, ein altes Römergrab entdeckt zu haben. Der zufällig eintreffende Gendarm klärt jedoch alles auf: das Haus steht auf einer ehemaligen Pestgrube. Als der Gendarm Herbert "aus der Grube" helfen will, zieht er den Gendarm in das Loch hinein. Herberts falschen Freunde und Berater stehen um die Pestgrube herum und lachen ihn aus u. a. Schwager Willi, der die Bemerkung "schaufle dir dein eigenes Grab und dann ist es schon besetzt" liefert. Daraufhin flüchtet er mit Sohn Phillip zur Arbeitsstelle von Margit, die gerade den Workman Stefan als Kundschaft hat, und bemerkt, wie Stefan Margit bezirzt und verpasst ihm einen Schlag auf die Nase.
Nun ist für Herbert Krcal alles vorbei. Der Showdown findet statt in der Blauen Lagune, einem Fertigteilhauspark in Vösendorf bei Wien, wo sich Krcal als Geiselnehmer in einem solchen Fertighaus wiederfindet. Der Polizei gelingt es, ihn festzunehmen; doch bevor er abgeführt werden kann, ruft er die Enterprise zu Hilfe, da es auf diesem Planeten kein intelligentes Leben gäbe. Krcal bekommt Antwort von Kirk und die Familie wird weggebeamt.

## Trivia
Der Titel Hinterholz 8 ist möglicherweise eine subtile Anspielung auf Hinterholz 6. Das war nämlich die Adresse des letzten Wohnortes des englischen Dichters W. H. Auden (1917–1973) in Kirchstetten im Wienerwald (Niederösterreich). Der Ort liegt in etwa dort, wo die Handlung von Hinterholz 8 angesiedelt ist.
Bei den Aussagen „Mahlzeit, Frau Knackal!“ (Roland Düringer ab 4:59) und „Wiederschauen, Herr Ingenieur, Grüß Sie!“ (Alfred Dorfer ab 1:11:55) finden sich Elemente wieder, die an die Serie MA 2412 erinnern.
Auf dem Motorrad, welches mehrmals an Krcals Grundstück vorbeifährt, sitzt der Gendarm (gespielt von Hans W. Pemmer), der incognito spioniert.

## Kritiken
"'Hinterholz 8' lebt natürlich von seinem trockenen Humor, vom typischen anarchischen österreichischen Witz und der Sprache, die vieles leichter erscheinen läßt, als es wirklich ist. Wie im Falle des auch in deutschen Kinos erfolgreichen Indien (mehr als 120.000 Kinobesucher), hievt der Film wieder einmal ein erfolgreiches Kabarettprogramm auf die Leinwand, emanzipiert sich aber gleichzeitig von diesem 'Genre'." – kino.de
"Zynisch, schwarz humorig, sarkastisch und einfach bitterböse präsentiert uns Harald Sicheritz hier ein Bühnenstück von Roland Düringer, der hier mal ganz nebenbei die Hauptrolle übernommen hat und den verzweifelten "Häuslebauer" Herbert mit Bravour spielt." – filmtipps.at

## Auszeichnungen
- Österreichischer Filmpreis 1999